# (8069) Benweiss
(8069) Benweiss es un asteroide perteneciente al cinturón de asteroides, región del sistema solar que se encuentra entre las órbitas de Marte y Júpiter.
Fue descubierto el 2 de marzo de 1981 por Schelte John Bus  desde el Observatorio de Siding Spring, Nueva Gales del Sur, Australia.

## Designación y nombre
Designado provisionalmente como 1981 EF30, fue nombrado por Benjamin P. Weiss (n. 1973) quien es profesor de ciencia planetaria en el Instituto de Tecnología de Massachusetts. Dirige un laboratorio para medir las propiedades magnéticas de los meteoritos, donde la detección de campos paleomagnéticos remanentes tiene implicaciones para las historias tempranas de calentamiento, fusión y diferenciación de los cuerpos progenitores de planetas menores.

## Características orbitales
Benweiss está situado a una distancia media del Sol de 2,342 ua, pudiendo alejarse hasta 2,493 ua y acercarse hasta 2,191 ua. Su excentricidad es 0,064 y la inclinación orbital 6,093 grados. Emplea 1309,04 días en completar una órbita alrededor del Sol.

## Características físicas
La magnitud absoluta de Benweiss es 14,15. Tiene 5,812 km de diámetro y su albedo se estima en 0,293.